# Faiq Bolkiah
Faiq Bolkiah, né le 9 mai 1998 à Los Angeles  aux États-Unis, est un footballeur international brunéien. Il possède également la nationalité américaine. Il évolue au poste d'ailier gauche.

## Carrière

### En club
Après avoir signé pour deux ans et demi avec Chelsea en janvier 2014, il signe son premier contrat professionnel de trois ans avec le club de Leicester City lors de l'été 2016, après des essais à Arsenal et Reading. Son contrat a Leicester City se termine le 1er juillet 2020.
Il signe le 23 septembre 2020 en D1 Portugaise au CS Maritimo Madère, dans l'espoir de découvrir le monde professionnel.

### En sélection
Il honore sa première sélection le 15 octobre 2016 lors d'un match contre le Timor oriental. Il inscrit son premier but le 21 octobre 2016 contre le Laos.

## Vie privée
Il est le neveu du sultan de Brunei, Hassanal Bolkiah et le fils de Jefri Bolkiah, prince de Brunei et frère du sultan. Il est « connu pour être le footballeur le plus riche du monde ».